# ウーゼドム島

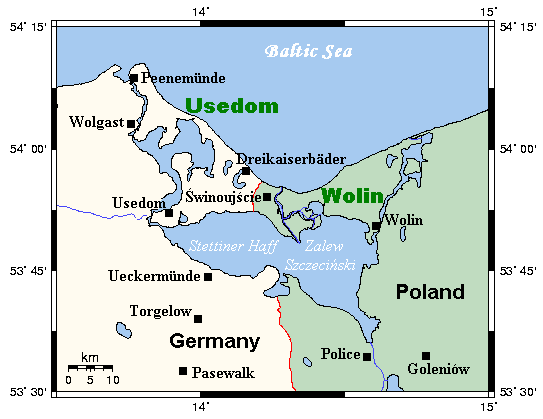
ウーゼドム島の地図

ウーゼドム島（太陽の島, ドイツ語: Usedom [ˈuːzədɔm]；ポーランド語: Uznam [ˈuznam]）はバルト海の島。ウゼドーム島とも表記する。
10世紀頃からスラブ人が定住し、1000年ころから1945年までドイツ領（スウェーデンなどの神聖ローマ帝国領邦を含む）であった。三十年戦争当時、グスタフ・アドルフ王率いるスウェーデン軍がドイツへ侵攻するために、ここウーゼドムに上陸している。18世紀になると、ベルリンなど大都市から程近い保養地として有名になる。1945年のポツダム会議で島の東側がポーランドに割譲され、ドイツ人はポーランド領から追放された。その後東ドイツ時代以降、現在に至るまで、島の主要な産業は観光業、漁業、農業となっている。
ウーゼドム島はオーデル川河口のシュチェチン湾の北に位置している。島の西側はドイツのメクレンブルク＝フォアポンメルン州の領域である。島の東側にあるシフィノウイシチェ市は1945年からポーランド領になっている。島の面積は 445 km2でドイツ領が 373 km2、ポーランド領が 72 km2である。人口は76,500人で、そのうちドイツ領は31,500人で、ポーランド領が45,000人である。
ウーゼドム島の東側にはヴォリン島がある。ウーゼドム島とヴォリン島の間はシフィナ海峡（Świna; もしくは川）で、シュチェチン湾とバルト海の一部であるポメラニア湾とを結ぶ主要なルートである。ウーゼドム島と本土との間の海峡はペーネ・シュトロームと呼ばれる。これはシュチェチン湾の西の端へ流れ込むペーネ川の延長である。
ウーゼドム島の主な都市は、ポーランド領のシフィノウイシチェである。この町の人口は島の残りの部分よりも多い。ドイツ領で最大の町はドライカイザーベーダー（Dreikaiserbäder）である。島には多くのリゾート施設や海水浴場、自然保護区がある。
ドイツ領にはウーゼドム海浜鉄道 Usedomer Bäderbahn (UBB)というローカル鉄道が運行されている。UBBは非電化・単線・標準軌で、気動車が運行している。その路線は本土側のツュッセンにあるドイツ鉄道駅から分岐し、ヴォルガストで狭い海峡を渡ってウーゼドム島に入る。バルト海沿岸に近いツィノヴイッツで西のペーネミュンデに向かう支線が分岐している。東に向かうと海水浴場が点在するバルト海沿岸を通り、国境を越えて数百メートルのところにあるポーランド側のシフィノウイシチェ・セントラルが終着駅となる。UBB はドイツ側の路線バスや中長距離バスも運営している。
ドイツ領の東寄り、ガルツの近くにはエアバス・A320型機クラスが発着できるヘーリングスドルフ空港があり、夏の観光シーズンに限り内外主要都市との間で旅客便が就航する。ペーネミュンデには旧東ドイツ軍の飛行場もあり、商業・スポーツ・訓練といった目的で小型機が利用しているが、旅客便は設定されていない。
この島で最も有名な場所はペーネミュンデという小さな村であろう。ここには1936年にドイツ陸軍が、1938年にドイツ空軍が開設した長距離兵器実験場があった。本土とは隔絶された島故に情報管理が容易で、秘匿性が高く、海上に向けて長距離ミサイルの発射実験が可能であった。それまで内陸部で行われていたV1飛行爆弾やV2ロケットなどの新兵器開発がここに移された。ウーゼドム島はまた第二次世界大戦中に捕虜の収容所として使われていた。
戦後は旧東ドイツに組み込まれた。1991年にはペーネミュンデ歴史技術博物館が開館し、V2ロケットのほか、旧東ドイツ軍や旧ソ連軍の軍用機や軍艦などを展示している。前述のペーネミュンデ飛行場では、V1発射施設の遺構や、旧東ドイツ軍が使った掩体壕を見学することができる。

## ペーネミュンデ
ロケット等の研究が行われていた。戦後は整備されロケット関係の記念館がある。現在でも往時の建造物が遺されている。